# Deontología museal
Deontología museal  hace referencia a las normas, asuntos éticos y morales que conciernen a los museos y al personal de esta entidad. 

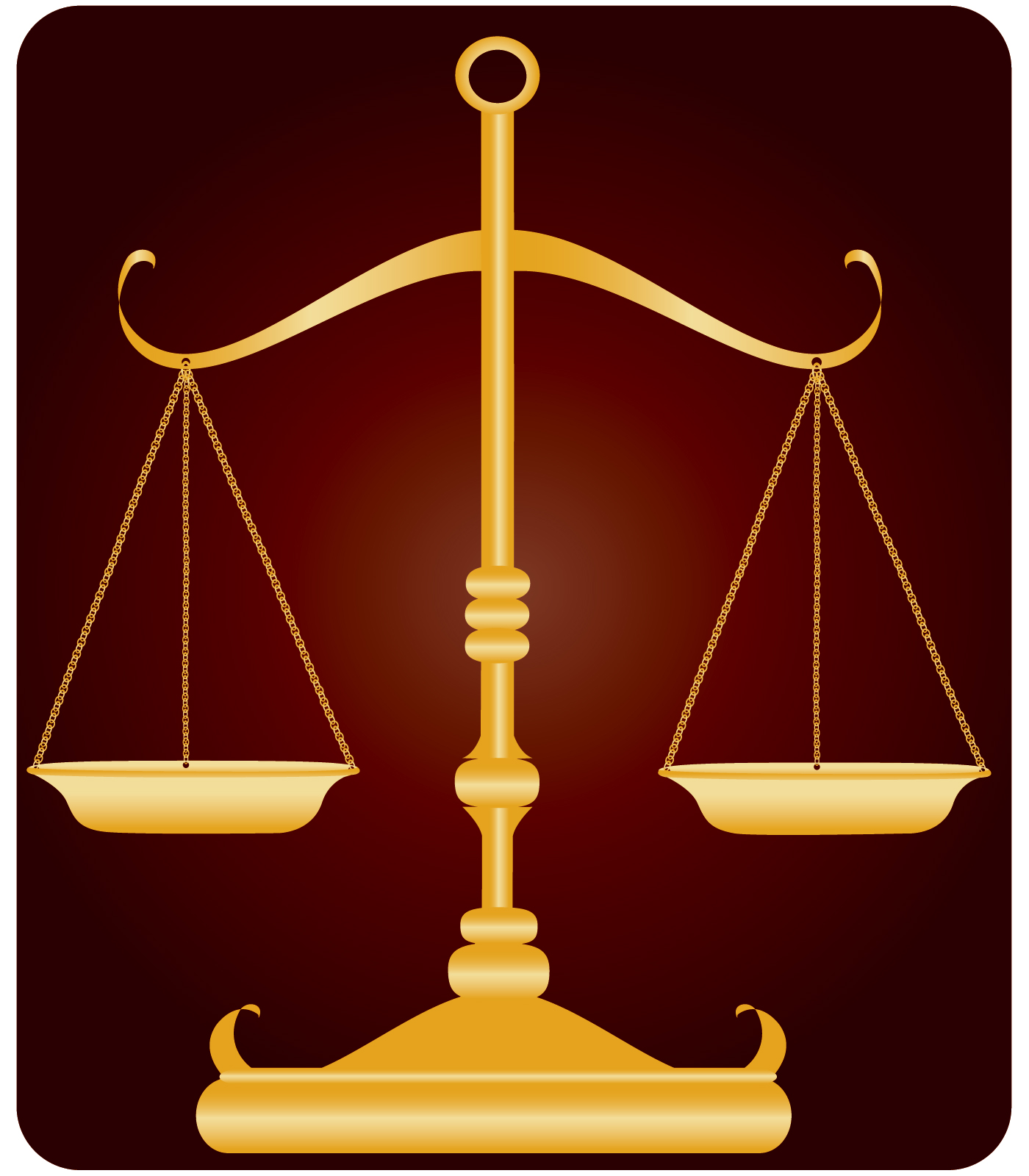
Deontología

Esta teoría se encarga de propagar y dar a conocer los deberes y las acciones que han de seguir los profesionales que forman parte de dicha área, moldeando y restringiendo si es necesario su conducta para el beneficio de la sociedad, para que sea respetada y para que cumpla el propósito de difundir conocimiento dignamente.

## Historia
El concepto deontología fue utilizado por primera vez por el filósofo y escritor Jeremy Bentham quien define a esta como una rama del arte y de la ciencia cuya meta es hacer lo correcto en cada una de las ocasiones presentadas a los individuos y a los grupos.
En 1946 es creado el Consejo Internacional de Museos (ICOM, por sus siglas en inglés), una entidad internacional encargada de la conservación, la presentación y el mantenimiento del patrimonio cultural. El ICOM en 1986 creó el código deontológico de museos gracias a un acuerdo el cual deberá dar a conocer las normas morales a las que los museos están sometidos para su integridad.

## El ICOM y la deontología museal
El ICOM presenta el código de deontología museal, en donde se encuentran plasmadas las normas acordadas y establecidas para los museos, siendo entonces este la base moral y ética en la que han de basarse para su práctica, teniendo en cuenta la manera de adquirir, organizar y de representar las colecciones y todo el contenido que manejan y manejarán en un futuro, además de regular las conductas de los  integrantes responsables de manejar estas instituciones  para que puedan ser dignas y admiradas por la humanidad. 

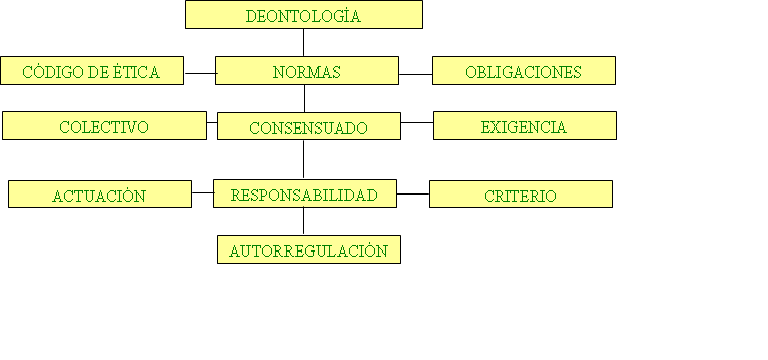
Mapa sobre deontología.

Este comité, realiza un examen a cada una de las secciones que han sido ya establecidas por el ICOM, estudia las prácticas y las normas museales que se han puesto de manifiesto en el código, es necesario que el análisis se lleve a cabo con rigurosidad y profundidad, y si lo encuentra necesario se optará por realizar cambios, con los cuales se espera una mejora que proporcione y asegure la ética de los profesionales que forman parte de la entidad y de los que están inmersos en la comunidad en que se encuentra el museo. Dicha transformación debe de estar relacionada y guiada por lo que la sociedad representa y necesita en un momento histórico determinado esto dado que, si la sociedad evoluciona, sus patrones, aspiraciones y expectativas también lo harán, y no se puede esperar que valores y consideraciones de años atrás también dirijan y motiven a las generaciones presentes.

## Código deontológico del ICOM para museos
En las normas que plantea este código se hace referencia a temas y prácticas como las siguientes:

- Las garantías que ofrecen acerca de la documentación, protección y además la promoción hacia el patrimonio tanto cultural como natural por parte de los museos
- Los museos se encuentran estrechamente relacionados tanto con la sociedad de donde provienen las colecciones y los artefactos que han de ser puestos al público, como con el público que hará de espectador, disfruta y participa de los servicios ofrecidos. Debe mostrar respeto por las dos comunidades que son participes y asegurar que el propósito de la representación museal será para el bien de la humanidad
- Los museos deben atenerse a la legalidad y a las normas que fueron establecidas para el beneficio de todos los participantes.
- Las colecciones pertenecientes a los museos tienen el propósito principal de incentivar el desarrollo de la sociedad y representar también un beneficio para esta misma, que no sólo sea un artefacto, una imagen plasmada, o unas simples palabras, si no que trascienda y sea vista de manera más intensa y profunda.
- Los museos son esenciales y tienen un gran valor dentro de la sociedad pues ellos poseen el conocimiento suficiente para poder crear y profundizar en diversas áreas.
- Los museos son responsables de generar conocimiento, expandir cultura y aprecio por parte de la sociedad a quien va dirigida de las colecciones patrimoniales que hacen parte de estas instituciones.